# Troisvierges
Troisvierges (lb. Ëlwen, niem. Ulflingen) − miejscowość i gmina (gemeng / commune / Gemeinde) w północnym Luksemburgu, w kantonie Clervaux. Do 3 października 2015 gmina leżała w dystrykcie Diekirch. Znajduje się tutaj największe wzniesienie Luksemburga – Kneiff.

## Historia
Troisvierges jest znane jako miejsce rozpoczęcia działań wojennych na froncie zachodnim w pierwszej wojnie światowej. 1 sierpnia 1914, niemieccy żołnierze z 69. Pułku Piechoty wylądowali na stacji kolejowej Troisvierges. Naruszyli warunki korzystania przez Niemcy z kolei, a tym samym naruszono neutralność Luksemburga. Zaczął się czteroletni okres okupacji Luksemburga przez siły niemieckie.

## Podział administracyjny
Do gminy należy 17 miejscowości, w tym osiem (Uertschaft) oraz dziewięć lieu-dit:
1. Basbellain (Kierchen / Niederbesslingen)
2. Biwisch (Biwesch)
3. Burrigplatz (Buergplaz zu Huldang / Burgplatz), lieu-dit
4. Cinqfontaines (Pafemillen / Fünfbrunnen), lieu-dit
5. Cornelysmillen, lieu-dit
6. Drinklange (Drénkelt / Drinklingen)
7. Goedange (Géidgen / Gödingen)
8. Goedange-Moulin (Géidger Millen), lieu-dit
9. Hautbellain (Beesslek / Oberbesslingen)
10. Huldange (Huldang / Huldingen)
11. Huldange-Forge (Schmëdd / Schmiede), lieu-dit
12. Huldange-Moulin (Huldanger Millen), lieu-dit
13. Kierchermillen, lieu-dit
14. Lenglerlach (Lenglerloch), lieu-dit
15. Op Kneiff, lieu-dit
16. Troisvierges (Ëlwen / Ulflingen)
17. Wilwerdange (Wilwerdang / Wilwerdingen)

## Współpraca
Miejscowość partnerska:
- Bièvre, Belgia